# شیبانی (دشت آزادگان)
شیبانی (دشت آزادگان)، روستایی از توابع بخش مرکزی شهرستان دشت آزادگان در استان خوزستان ایران است.

## جمعیت
این روستا در دهستان حومه‌شرقی قرار دارد و براساس سرشماری مرکز آمار ایران در سال ۱۳۸۵، جمعیت آن ۳۷۶ نفر (۷۳خانوار) بوده‌است.